# Lezíria do Tejo
Lezíria do Tejo (port. Lezíria do Tejo ComUrb) – pomocnicza jednostka administracji samorządowej. W skład zespołu wchodzi 11 gmin (posortowane według liczby mieszkańców): Santarém, Cartaxo, Benavente, Almeirim, Coruche, Rio Maior, Azambuja, Salvaterra de Magos, Chamusca, Alpiarça oraz Golegã. W 2001 roku populacja zespołu wynosiła 240 322 mieszkańców. Stolica oraz największym miastem jest Santarém.